# وزارة محمد محمود باشا الرابعة
وزارة محمد محمود باشا الرابعة هي الوزارة الخمسون في مصر، صدر المرسوم الملكي بتشكيلها في 24 يونيو 1938. استقالت الوزارة في 18 أغسطس 1939.

## أعضاء الحكومة
| الوزارة               | الوزير                    | تعديلات 17 يناير 1939 |
| --------------------- | ------------------------- | --------------------- |
| رئيس مجلس الوزراء     | محمد محمود باشا           |                       |
| وزير الداخلية         | محمود فهمي النقراشي باشا  |                       |
| وزير الخارجية         | عبد الفتاح يحيى باشا      |                       |
| وزير المالية          | أحمد ماهر باشا            |                       |
| وزير الحقانية         | أحمد خشبة باشا            |                       |
| وزير الأشغال العمومية | حسين سري باشا             | محمد رياض بك          |
| وزير الحربية والبحرية | حسن صبري باشا             | حسين سري باشا         |
| وزير الصحة العمومية   | حامد محمود                |                       |
| وزير المعارف العمومية | محمد حسين هيكل باشا       |                       |
| وزير الأوقاف          | الشيخ مصطفى عبد الرازق بك |                       |
| وزير الزراعة          | رشوان محفوظ باشا          |                       |
| وزير المواصلات        | محمود غالب باشا           |                       |
| وزير التجارة والصناعة | سابا حبشي بك              |                       |

## تعديلات
- في 17 يناير 1939 أسندت وزارة الحربية والبحرية إلى حسين سري باشا،[5] وأسندت وزارة الأشغال العمومية إلى محمد رياض بك.[4]

## وصلات داخلية
- قائمة رؤساء مجلس وزراء مصر